# Glenn Graham
Glenn Graham   (Los Angeles, 17 de gener de 1904 - Nevada, 19 de juliol de 1986) va ser un atleta estatunidenc, especialista en salt de perxa, que va competir durant la dècada de 1920.
El 1924 va prendre part en els Jocs Olímpics de París, on guanyà la medalla de plata en la prova del salt de perxa del programa d'atletisme.

## Millors marques
- Salt de perxa. 4m 06cm (1930)[1]